# Blandin de Cornouaille
Blandín de Cornouaille (titre originel : Blandin de Cornoalha) est un ouvrage narratif en 2 387 vers octosyllabiques, en occitan. Cet ouvrage anonyme date du XIIIe, ou plus probablement, du XIVe siècle. Il raconte les aventures de deux chevaliers, Blandin de Cornouaille et Guiot Ardit de Miramar.

## L'histoire
Deux chevaliers, Blandin de Cornouaille et Guiot Ardit de Miramar, partent à l'aventure. Un petit chien les conduit à une cave où deux demoiselles sont prisonnières d'un géant. Guiot étant resté à l'extérieur, Blandin tue le géant et libère les demoiselles. Il reprend le chemin avec Guiot et les demoiselles et ils trouvent un château où deux autres géants ont emprisonné la famille des demoiselles. Cette fois c'est Guiot qui entre dans le château mais, après avoir tué deux lions, il est emprisonné par les géants. Blandin entre dans le château, tue un géant et, après, le second, avec l'aide de Guiot qui a réussi entretemps à échapper de la prison.
Les chevaliers prennent congé des demoiselles et leur famille et partent encore une fois. Un oiseau qui parle leur dit de prendre des chemins séparés quand ils arriveront sous un pin. Arrivés à l'endroit mentionné, ils prennent voies séparées en se donnant rendez-vous pour le lendemain de la Saint-Martin. Guiot tue le Chevalier Noir et aussi son frère qui cherchait à le venger. Pourtant, il ne peut pas battre un groupe de chevaliers de la famille du Chevalier Noir et il est fait prisonnier. De son côté, Blandin trouve une demoiselle qui mène un cheval blanc ; après avoir mangé, il s'endort et la demoiselle part avec le cheval de Blandin en lui laissant le cheval blanc. En chevauchant le cheval blanc, Blandin trouve un écuyer qui se plaint de la mort de son seigneur, tué par les dix chevaliers qui gardent une demoiselle enchantée dans un château. Blandin prend Peitavin, l'écuyer, avec soi, et ils arrivent au château. Blandin bat les dix chevaliers qui gardent le château et le jeune frère de la demoiselle enchantée lui dit qu'il devra prendre un autour blanc gardé par un serpent, un dragon et un sarrasin pour libérer la demoiselle de son enchantement et la réveiller. Blandin réussit à conquérir l'autour et la demoiselle est réveillée. La demoiselle, Brianda, et Blandin tombent amoureux mais Blandin doit partir encore pour retrouver Guiot. Comme il ne le retrouve pas à la date et lieu accordés, il part en sa recherche jusqu'à qu'il arrive au château où il est retenu, il bat le seigneur du château et libère Guiot. Les deux amis rentrent au château de Brianda ; Blandin épouse Brianda et Guiot, sa sœur Irlande.

## Auteur, date et particularités
L'ouvrage est anonyme ; l'auteur pourrait être occitan ou bien catalan, puisque le texte transmis présente quelques catalanismes.
Le texte a été transmis seulement par un manuscrit, actuellement à la Bibliothèque nationale de Turin (G.II.34) ; le manuscrit date de la seconde moitié du XIVe siècle et il avait été la propriété de Victor-Amédée II qui en a fait don à la bibliothèque lors de sa création en 1720.
Il a été édité par Paul Meyer (1873), à partir d'une transcription et pas du manuscrit. Le manuscrit en soi a été endommagé lors d'un incendie dans la bibliothèque en 1904. Modernement, il a été édité par van der Horst (1974), Galano (2004; avec traduction à l'italien) et Pfeffer (2022; avec traduction en anglais). On dispose aussi de traductions au catalan (Blandín de Cornualla. Conte d'amor i cavalleria (segle XIV), edició a cura de Maite Guisado. Barcelone : La Magrana, 1997 et Blandín de Cornualla i altres narracions en vers dels segles XIV i XV, a cura d'Arseni Pacheco, Barcelone : Edicions 62, 1983)
L'ouvrage se divise en deux parties de longueur inégale : la première, jusqu'au vers 540, comporte la libération des deux demoiselles et leur famille. La seconde raconte les aventures indépendantes des deux chevaliers en finissant par la libération de Guiot et la réunion des deux amis.
L'auteur classe son ouvrage comme un bell dictat (v. 2). Le classement du Blandin dans un genre narratif est discutée mais il peut être considéré comme un roman, bien qu'il soit assez court, ou un conte.
L'ouvrage n'est certainement pas de thématique arthurienne, mais plusieurs références sont faites aux éléments typiques de la matière de Bretagne, en commençant par le fait que les chevaliers sont de Cornouaille. Le brachet (petit chien) qui conduit les chevaliers, le cheval perdu qui doit être récupéré, la libération des demoiselles, le chevalier qui garde un espace contre ceux qui veulent y entrer, etc. sont des éléments typiques des romans de la matière de Bretagne.